# 뫼들링
뫼들링(독일어: Mödling)은 오스트리아 니더외스터라이히주에 위치한 도시로 면적은 9.95km2, 높이는 246m, 인구는 20,495명(2014년 기준), 인구 밀도는 2,100명/km2이다. 수도 빈에서 남쪽으로 약 14km 정도 떨어진 곳에 위치한다.

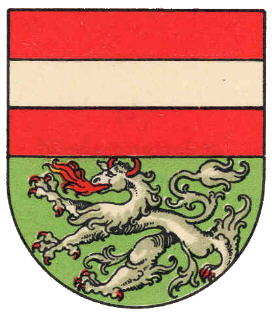
시 문장

## 인구
| 연도 | 인구   | ±%     |
| ---- | ------ | ------ |
| 1900 | 15,113 | —      |
| 1910 | 18,067 | +19.5% |
| 1923 | 18,677 | +3.4%  |
| 1934 | 18,736 | +0.3%  |
| 1939 | 18,400 | −1.8%  |
| 1951 | 17,076 | −7.2%  |
| 1961 | 17,274 | +1.2%  |
| 1971 | 18,835 | +9.0%  |
| 1981 | 19,276 | +2.3%  |
| 1991 | 20,290 | +5.3%  |
| 2001 | 20,411 | +0.6%  |
| 2010 | 20,426 | +0.1%  |

## 자매 도시
- 룩셈부르크 에슈쉬르알제트
- 이탈리아 벨레트리
- 세르비아 제문
- 독일 오펜바흐암마인
- 프랑스 퓌토
- 헝가리 쾨세그
- 체코 브세틴
- 벨기에 생질
- 벨기에 조테험